# Tibitanus sexlineatus
Espèce
Tibitanus sexlineatus est une espèce d'araignées aranéomorphes de la famille des Philodromidae.

## Distribution
Cette espèce  se rencontre en Guinée et en Guinée-Bissau.

## Description
Les femelles mesurent de 6 à 7 mm.

## Publication originale
- Simon, 1907 : Arachnides recueillis par L. Fea sur la côte occidentale d'Afrique. 1re partie. Annali del Museo Civico di Storia Naturale di Genova, sér. 3, vol. 3, p. 218-323 (texte intégral).